# Михаил Решовалиев
Михаил Николов Решовалиев е български просветен деец и революционер, деец на Вътрешната македоно-одринска революционна организация.

## Биография
Роден е в Банско в семейството на Никола Решовалиев и втората му жена Панфила Кирянова Радонова. Получава незавършено средно образование и става учител в Банско. Там влиза в местния революционен комитет. Сподвижник е на Гоце Делчев. След Илинденското въстание в 1903 година емигрира в Америка.